# Commissione Barroso II
La Commissione Barroso II è stata la commissione europea in carica dal 10 febbraio 2010 al 31 ottobre 2014, succeduta alla prima commissione presieduta dallo stesso José Manuel Durão Barroso, riconfermato dal voto del Parlamento europeo il 16 settembre 2009.
È stata la prima Commissione europea ad essere formata e ad agire secondo le nuove regole dettate dal Trattato di Lisbona, entrato in vigore il 1º dicembre 2009.

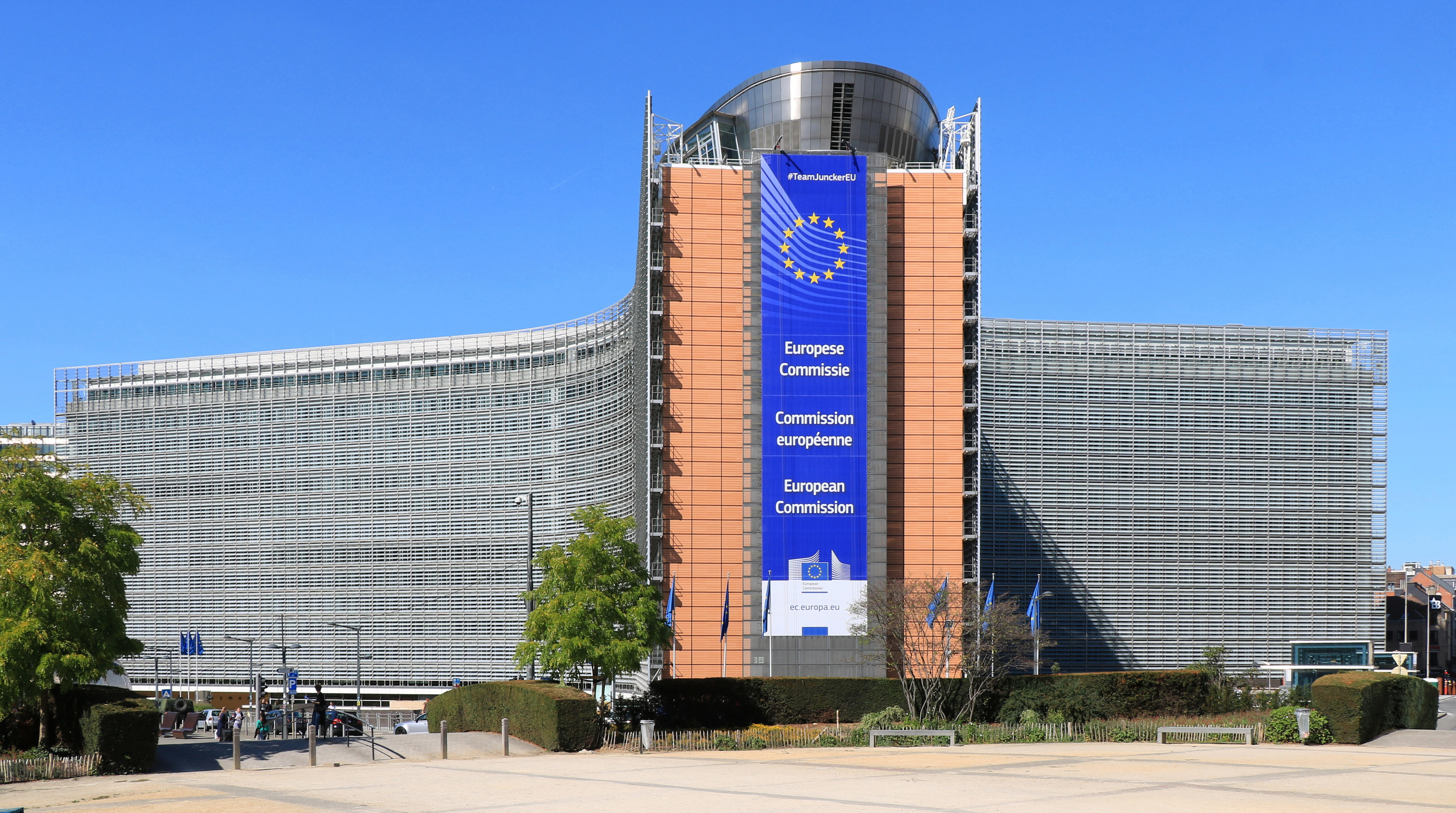
Palazzo Berlaymont, sede della Commissione europea

## Presidente
- José Manuel Durão Barroso ( Portogallo) — Partito Popolare Europeo

Già presidente della Commissione europea nella legislatura precedente, è stato confermato.
Dal 2002 al 2004 Barroso è stato primo ministro del Portogallo, alla guida del Partito Social Democratico e di una coalizione di centro-destra.

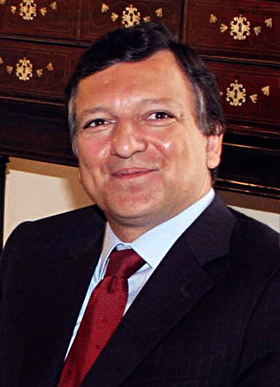
José Manuel Durão Barroso, presidente della Commissione europea.

Barroso ha ammesso per la prima volta il 19 luglio 2008 la sua intenzione di svolgere un secondo mandato come presidente della Commissione europea e il PPE ha appoggiato la sua candidatura.
Nelle elezioni europee del 2009 il PPE è riuscito ad affermarsi nuovamente come il più grande partito europeo, anche se non dispone di una maggioranza assoluta nel Parlamento europeo nemmeno con l'apporto degli altri partiti di destra. La vittoria del PPE ha ovviamente favorito la riconferma di Barroso alla presidenza della Commissione, dato che generalmente quella carica spetta a un esponente del partito europeo che ha vinto le elezioni. Gli altri grossi gruppi nel Parlamento europeo (S&D e ALDE) non sono riusciti ad accordarsi per proporre una candidatura alternativa per la presidenza della commissione.
Assieme ai Verdi, essi hanno comunque cercato di opporsi alla riconferma di Barroso e hanno poi cercato di ottenere delle concessioni da lui, sia in merito al suo programma che alle assegnazione delle competenze ai vari commissari.
Il dibattito al Parlamento europeo sulla riconferma di Barroso si è svolto il 15 settembre 2009. Barroso ha ottenuto l'appoggio del suo gruppo di appartenenza, il Partito Popolare Europeo, e del gruppo euroscettico Europa della Libertà e della Democrazia. L'Alleanza Progressista dei Socialisti e dei Democratici e il gruppo Verdi/ALE hanno annunciato la loro opposizione, mentre l'ALDE ha offerto a Barroso un appoggio condizionato. Al di là delle dichiarazioni di voto dei gruppi parlamentari, la votazione per il presidente della commissione è segreta e dunque i singoli parlamentari possono votare in modo diverso dal gruppo a cui appartengono. Il 16 settembre 2009 Barroso ha ottenuto la riconferma come presidente della commissione con 382 voti a favore, 219 contrari e 117 astensioni; i voti contrari sono stati meno numerosi di ciò che ci si attendeva dalle dichiarazioni di voto.

## Formazione della Commissione
La procedura di formazione della commissione ha subito un ritardo a causa dell'attesa della fine del processo di ratifica del Trattato di Lisbona da parte di tutti i Paesi membri, completato il 13 novembre 2009. A seguito di questo il 19 dello stesso mese il Consiglio europeo ha nominato il suo primo presidente permanente e il nuovo Alto Rappresentante per la politica estera. Il 27 novembre il presidente Barroso ha presentato l'elenco dei suoi nuovi commissari designati.
Tra i commissari tredici facevano già parte della precedente commissione, ma a tutti è stato cambiato portafoglio. Tutti i vicepresidenti della commissione hanno già fatto parte della Commissione Barroso I.
Il rapporto tra uomini e donne all'interno della commissione è rimasto sostanzialmente invariato rispetto alla Commissione Barroso I, con una sola donna in più (nove donne su ventisette commissari).
Alcuni portafogli sono stati modificati rispetto alla commissione precedente. Il portafoglio su giustizia, libertà e sicurezza è stato diviso per creare il nuovo portafoglio su giustizia, diritti fondamentali e cittadinanza richiesto in particolare dai liberal-democratici. Le altre competenze del vecchio portafoglio sono confluite in quello sugli affari interni. I portafogli sull'allargamento e sulla politica di vicinato sono invece stati fusi. È stato creato il nuovo portafoglio sull'azione per il clima. Alcuni altri portafogli hanno subito delle modifiche, come quello sulla comunicazione e quello sul multilinguismo.
Per quanto riguarda l'assegnazione dei portafogli ai vari commissari, hanno suscitato delle perplessità in particolare la nomina di un francese (Michel Barnier) come commissario per il mercato interno, a causa della tradizione dirigista francese, e la nomina di un rumeno (Dacian Cioloș) come commissario per l'agricoltura, dato che la Romania ha avuto dei problemi di gestione dei fondi europei per lo sviluppo rurale.

## Approvazione della Commissione
Le audizioni dei commissari designati di fronte al Parlamento europeo sono state positive, tranne che per i casi di Neelie Kroes e di Rumiana Jeleva. Kroes è stata sottoposta a una seconda audizione e ha soddisfatto maggiormente i parlamentari.
La commissaria designata bulgara Rumiana Jeleva è stata invece costretta a rinunciare all'incarico il 19 gennaio 2010, a seguito dei sospetti di corruzione e del giudizio di incompetenza emersi durante l'audizione del 12 gennaio. La nomina di Jeleva - esponente del Partito Popolare Europeo - è stata particolarmente osteggiata dai socialisti e democratici. Il primo ministro bulgaro Bojko Borisov ha presentato al presidente Barroso la possibile sostituta, Kristalina Georgieva, allora vicepresidente della Banca Mondiale, cui è stato confermato lo stesso portafoglio della Jeleva il 21 gennaio.
Il caso di Rumiana Jeleva ha ritardato ulteriormente la procedura di approvazione ed entrata in carica della nuova commissione. Il Parlamento europeo ha infatti approvato definitivamente la nuova commissione il 9 febbraio 2010 con 488 voti favorevoli, 137 contrari e 72 astenuti. I voti contrari sono stati espressi dai gruppi Verdi/ALE e GUE/NGL, mentre il gruppo ECR si è astenuto.
Approvando la Commissione Barroso II il Parlamento europeo ha ottenuto che il presidente del Parlamento possa partecipare alle riunioni della commissione e ai negoziati interni.
La Commissione è ufficialmente entrata in carica il 10 febbraio 2010 ed ha terminato il suo mandato il 31 ottobre 2014, a seguito delle nuove elezioni europee.

## Composizione politica
A differenza delle commissioni che l'hanno preceduta, la commissione Barroso II è caratterizzata dalla presenza di un numero molto alto di esponenti del Partito Popolare Europeo e di un numero relativamente basso di esponenti del Partito del Socialismo Europeo.
Possiamo riassumere così la composizione della commissione:
| Partito europeo | Partito europeo                                                          | Numero di commissari |
| --------------- | ------------------------------------------------------------------------ | -------------------- |
|                 | Partito Popolare Europeo (PPE)                                           | 12 / 28              |
|                 | Partito del Socialismo Europeo (PSE)                                     | 7 / 28               |
|                 | Partito dell'Alleanza dei Liberali e dei Democratici per l'Europa (ALDE) | 9 / 28               |

## Componenti della Commissione
La Commissione Barroso II è stata eletta dal Parlamento europeo il 9 febbraio 2010 con il voto favorevole dei gruppi PPE, dei S&D e ALDE; hanno votato contro i gruppi Verdi/ALE, ECR e GUE/NGL.
La nuova commissione, così come previsto dal Trattato di Lisbona, ha incluso per la prima volta l'Alto rappresentante dell'Unione per gli affari esteri e la politica di sicurezza che è, ex officio, primo vicepresidente della commissione stessa.
A seguito dei risultati delle elezioni europee del 2014, quattro commissari, eletti eurodeputati, si sono dimessi dalla commissione e le loro competenze sono state provvisoriamente redistribuite tra gli altri commissari. Il presidente Barroso ha provveduto a consultare i governi degli stati dei quattro ex-commissari per individuare i sostituti, che resteranno in carica fino al termine del mandato della commissione. Le audizioni dei commissari designati sono avvenute presso le commissioni parlamentari il 14 luglio, mentre per il 16 luglio la plenaria del Parlamento europeo ha approvato in blocco le quattro nomine con 421 voti favorevoli, 170 contrari e 32 astenuti. L'ultimo passaggio per poter procedere all'assunzione degli incarichi è stata l'approvazione da parte del Consiglio, avvenuta il giorno seguente.
| Commissario           | Commissario               | Immagine | Incarico e competenze | Stato           | Partito politico europeo | Partito politico nazionale                                  |
| --------------------- | ------------------------- | -------- | --- | --------------- | ------------------------ | ----------------------------------------------------------- |
|                       | José Manuel Barroso       |          | Presidente | Portogallo      | PPE                      | Partito Social Democratico                                  |
|                       | Catherine Margaret Ashton |          | Alto rappresentante dell'Unione per gli affari esteri e la politica di sicurezza Primo Vicepresidente                               | Regno Unito     | PSE                      | Partito Laburista                                           |
|                       | Viviane Reding            |          | Commissario europeo per la giustizia, i diritti fondamentali e la cittadinanza Vicepresidente (solo Reding, fino al 30 giugno 2014) | Lussemburgo     | PPE                      | Partito Popolare Cristiano Sociale                          |
|                       | Martine Reicherts         |          | Commissario europeo per la giustizia, i diritti fondamentali e la cittadinanza Vicepresidente (solo Reding, fino al 30 giugno 2014) | Lussemburgo     | PSE                      | Partito Operaio Socialista Lussemburghese                   |
|                       | Joaquín Almunia           |          | Commissario europeo per la concorrenza Vicepresidente                                                                               | Spagna          | PSE                      | Partito Socialista Operaio Spagnolo                         |
|                       | Siim Kallas               |          | Commissario europeo per i Trasporti Vicepresidente                                                                                  | Estonia         | ALDE                     | Partito Riformatore Estone                                  |
|                       | Neelie Kroes              |          | Commissario europeo per l'agenda digitale Vicepresidente                                                                            | Paesi Bassi     | ALDE                     | Partito Popolare per la Libertà e la Democrazia             |
|                       | Antonio Tajani            |          | Commissario europeo per l'industria e l'imprenditoria Vicepresidente (solo Tajani, fino al 30 giugno 2014)                          | Italia          | PPE                      | Il Popolo della Libertà (2009-2013) Forza Italia (dal 2013) |
|                       | Ferdinando Nelli Feroci   |          | Commissario europeo per l'industria e l'imprenditoria Vicepresidente (solo Tajani, fino al 30 giugno 2014)                          | Italia          | Indipendente             | Indipendente                                                |
|                       | Maroš Šefčovič            |          | Commissario europeo per le relazioni interistituzionali e l'amministrazione Vicepresidente                                          | Slovacchia      | PSE                      | Direzione - Socialdemocrazia                                |
|                       | Olli Rehn                 |          | Commissario europeo per gli affari economici e monetari Vicepresidente                                                              | Finlandia       | ALDE                     | Partito di Centro Finlandese                                |
|                       | Jyrki Katainen            |          | Commissario europeo per gli affari economici e monetari Vicepresidente                                                              | Finlandia       | PPE                      | Partito di Coalizione Nazionale                             |
|                       | Michel Barnier            |          | Commissario europeo per il mercato interno e i servizi Vicepresidente (dal 1º luglio 2014)                                          | Francia         | PPE                      | Unione per un Movimento Popolare                            |
|                       | Günther Oettinger         |          | Commissario europeo per l'energia Vicepresidente (dal 1º luglio 2014)                                                               | Germania        | PPE                      | Unione Cristiano-Democratica di Germania                    |
|                       | Johannes Hahn             |          | Commissario europeo per la politica regionale                                                                                       | Austria         | PPE                      | Partito Popolare Austriaco                                  |
|                       | Karel De Gucht            |          | Commissario europeo per il commercio                                                                                                | Belgio          | ALDE                     | Liberali e Democratici Fiamminghi Aperti                    |
|                       | Kristalina Georgieva      |          | Commissario europeo per la cooperazione internazionale, gli aiuti umanitari e la risposta alle crisi                                | Bulgaria        | PPE                      | Cittadini per lo Sviluppo Europeo della Bulgaria            |
|                       | Androulla Vassiliou       |          | Commissario europeo per l'istruzione, la cultura, il multilinguismo e la gioventù                                                   | Cipro           | ALDE                     | Democratici Uniti                                           |
|                       | Neven Mimica (2013-2014)  |          | Commissario europeo per la tutela dei consumatori                                                                                   | Croazia         | PSE                      | Partito Socialdemocratico di Croazia                        |
|                       | Connie Hedegaard          |          | Commissario europeo per l'azione per il clima                                                                                       | Danimarca       | PPE                      | Partito Popolare Conservatore                               |
|                       | Maria Damanakī            |          | Commissario europeo per la pesca e gli affari marittimi                                                                             | Grecia          | PSE                      | Movimento Socialista Panellenico                            |
|                       | Máire Geoghegan-Quinn     |          | Commissario europeo per la ricerca, l'innovazione e la scienza                                                                      | Irlanda         | ALDE                     | Fianna Fáil                                                 |
|                       | Andris Piebalgs           |          | Commissario europeo per lo sviluppo                                                                                                 | Lettonia        | ALDE                     | Primo Partito di Lettonia - Via Lettone (2009-2011)         |
|                       | Algirdas Šemeta           |          | Commissario europeo per la fiscalità e l'unione doganale, gli audit e la lotta antifrode                                            | Lituania        | PPE                      | Unione della Patria - Democratici Cristiani di Lituania     |
|                       | John Dalli (2009-2012)    |          | Commissario europeo per la salute e la politica dei consumatori                                                                     | Malta           | PPE                      | Partito Nazionalista                                        |
| Tonio Borg (dal 2012) |                           |          | Commissario europeo per la salute e la politica dei consumatori                                                                     | Malta           | PPE                      | Partito Nazionalista                                        |
|                       | Janusz Lewandowski        |          | Commissario europeo per la programmazione finanziaria ed il bilancio                                                                | Polonia         | PPE                      | Piattaforma Civica                                          |
| Jacek Dominik         |                           |          | Commissario europeo per la programmazione finanziaria ed il bilancio                                                                | Polonia         | PPE                      | Piattaforma Civica                                          |
|                       | Štefan Füle               |          | Commissario europeo per l'allargamento e la politica di vicinato                                                                    | Repubblica Ceca | PSE                      | Partito Socialdemocratico Ceco                              |
|                       | Dacian Cioloș             |          | Commissario europeo per l'agricoltura e lo sviluppo rurale                                                                          | Romania         | PPE                      | Partito Democratico Liberale                                |
|                       | Janez Potočnik            |          | Commissario europeo per l'Ambiente                                                                                                  | Slovenia        | ALDE                     | Democrazia Liberale di Slovenia                             |
|                       | Cecilia Malmström         |          | Commissario europeo per gli affari interni                                                                                          | Svezia          | ALDE                     | Partito Popolare Liberale                                   |
|                       | László Andor              |          | Commissario europeo per l'occupazione, gli affari sociali e l'integrazione                                                          | Ungheria        | PSE                      | Partito Socialista Ungherese                                |